# Poslední šance (kniha)
Poslední šance je patnáctým románem amerického spisovatele detektivních knih Michaela Connellyho a zároveň jedenáctou knihou s losangeleským detektivem Hieronymem "Harrym" Boschem v hlavní roli. Tato kniha se vrací zpátky k vyprávění ve třetí osobě, poté co předchozí dvě knihy z období Boschova života ve výslužbě (Ztracené světlo a Temné proudy) používaly vyprávění v první osobě.

## Děj knihy
Detektiv Harry Bosch se vrací po třech letech ve výslužbě zpátky do losangeleského policejního sboru a je přiřazen na oddělení nevyřešených otevřených případů do dvojice s bývalou parťačkou Kizmin "Kiz" Riderovou. Harryho první přidělený případ se týká vraždy šestnáctileté středoškolačky Rebeccy Verlorenové z roku 1988. Případ byl otevřen po nalezení shody u DNA ze vzorku krve nalezené na vražedné zbrani. Krev na zbrani patří Rolandu Mackeyovi, muži s bohatou kriminální minulostí a rasistickými názory, což v tomto případě představuje jistou spojitost, protože oběť zločinu pocházela ze smíšeného manželství. Avšak krev nalezená na vražedné zbrani pouze dokazuje, že ji Mackey někdy držel v ruce. Jak ale prokázat jeho účast na vraždě? Connelly pečlivě provádí čtenáře případem společně s Boschem a Riderovou, kteří postupně odhalují napojení na Mackeye a u původního policejního vyšetřování odhalí konspiraci, kterou zosnoval sám Boschův úhlavní nepřítel v řadách policie Irvin Irving, aby zakryl napojení syna velícího důstojníka na neonacistickou skupinu. Kniha se pouští do náročných a znepokojivých morálních témat, když se hlavní dvojice ponoří do vyšetřování, a zjišťuje, jak tento starý zločin zničil dívčinu rodinu - její matka zůstala uvězněna v minulosti a z jejího otce se stal bezdomovec a propadl alkoholu. Riderová a obzvláště Bosch také během vyšetřování docházejí k lepšímu porozumění smyslu vlastního života.

## Hlavní postavy
Harry Bosch: Harry Bosch je hlavním detektivem v tomto příběhu. Bosch se vrátil do losangeleského policejního sboru po třech letech ve výslužbě, kde byl přidělen na oddělení otevřených nevyřešených případů. Bosch je velice inteligentní detektiv, kterému neunikne žádný detail. Je jediným ze svého ročníku na policejní akademii, který ještě stále pracuje pro LAPD.
Kizmin Riderová: Kizmin "Kiz" Riderová je detektiv afroamerického původu pracující pro losangeleský policejní sbor. Dříve působila v oddělení loupeží na Pacifické divizi a později byla přeřazena na oddělení vražd na Hollywoodskou divizi, kde působila v týmu s Harrym Boschem a Jerrym Edgarem. Přesvědčila policejního náčelníka, aby Harrymu umožnil vrátit se zpátky do služby.